# Cop Car
Pour plus de détails, voir Fiche technique et Distribution.
Cop Car est un film américain réalisé par Jon Watts, sorti en 2015.

## Synopsis
Deux jeunes garçons d'une dizaine d'années arpentent la plaine sans fin du Colorado, ils sont en fugue. Au détour d'un vallon, ils trouvent une voiture de police abandonnée, les clefs sur le contact. Après quelques hésitations, ils décident de partir avec elle sur les routes désertes de la région.
Lors d'un flash-back, on apprend que cette voiture est celle du shériff Kretzer qui s'est isolé dans la plaine pour se débarrasser de deux hommes enfermés dans le coffre. C'est pendant qu'il s'était éloigné pour dissimuler le cadavre du premier que les deux enfants ont subtilisé la voiture sans savoir qu'il y avait encore un homme dans le coffre qui lui n'était pas encore mort.
Utilisant diverses ruses et la radio de la police qu'il a récupérée chez lui, le shériff arrive à entrer en contact avec les deux enfants, il compte bien récupérer sa voiture et supprimer les témoins de son forfait.

## Fiche technique
Sauf indication contraire, les informations mentionnées dans cette section peuvent être confirmées par la base de données cinématographiques IMDb,  présente dans la section « Liens externes ».
- Titre original : Cop Car
- Réalisation : Jon Watts
- Scénario : Jon Watts et Christopher D. Ford
- Direction artistique : Nate Oldham
- Décors : Michael Powsner
- Costumes : Ruby Katilius
- Photographie :  Matthew J. Lloyd et Larkin Seiple
- Montage : Megan Brooks et Andrew Hasse
- Musique : Phil Mossman
- Production : Sam Bisbee, Andrew Kortschak, Cody Ryder, Alicia Van Couvering et Jon Watts

Producteur délégué : Kevin Bacon
- Sociétés de production : Audax Films, Dark Arts Film, End Cue et Park Pictures
- Sociétés de distribution : Focus Features (États-Unis), The Jokers / Le Pacte (France)
- Pays d'origine : États-Unis
- Langue originale : anglais
- Format : couleur - 2.39:1
- Genre : thriller, road movie
- Durée : 86 minutes
- Dates de sortie[1] : 
  -  États-Unis : 24 janvier 2015 (festival du film de Sundance)
  -  Écosse : 19 juin 2015 (festival international du film d'Édimbourg)
  -  États-Unis : 7 août 2015
  -  France : 20 avril 2016 (Directement en vidéo)

## Distribution
- Kevin Bacon (VF : Philippe Vincent) : le shériff
- Shea Whigham (VF : Alexis Victor) : l'homme dans le coffre
- Camryn Manheim (VF : Marie-Laure Beneston) : Bev
- James Freedson-Jackson : Travis
- Hays Wellford : Harrison
- Kyra Sedgwick (VF : Élisabeth Fargeot) : la voix de la centrale
- Kathleen Bentley : la fille du camping
- Joseph Oliveira : le policier en moto

 Source et légende : version française (VF) sur RS Doublage

## Production
Le tournage a eu lieu dans le Colorado, à Colorado Springs et Fountain (la ville natale du réalisateur Jon Watts).

## Distinctions
Source : Internet Movie Database : 

### Nominations
- Festival international du film d'Édimbourg 2015 : en compétition pour le prix du public
- Festival du film américain de Deauville 2015 : en compétition